# Пупео (народ)

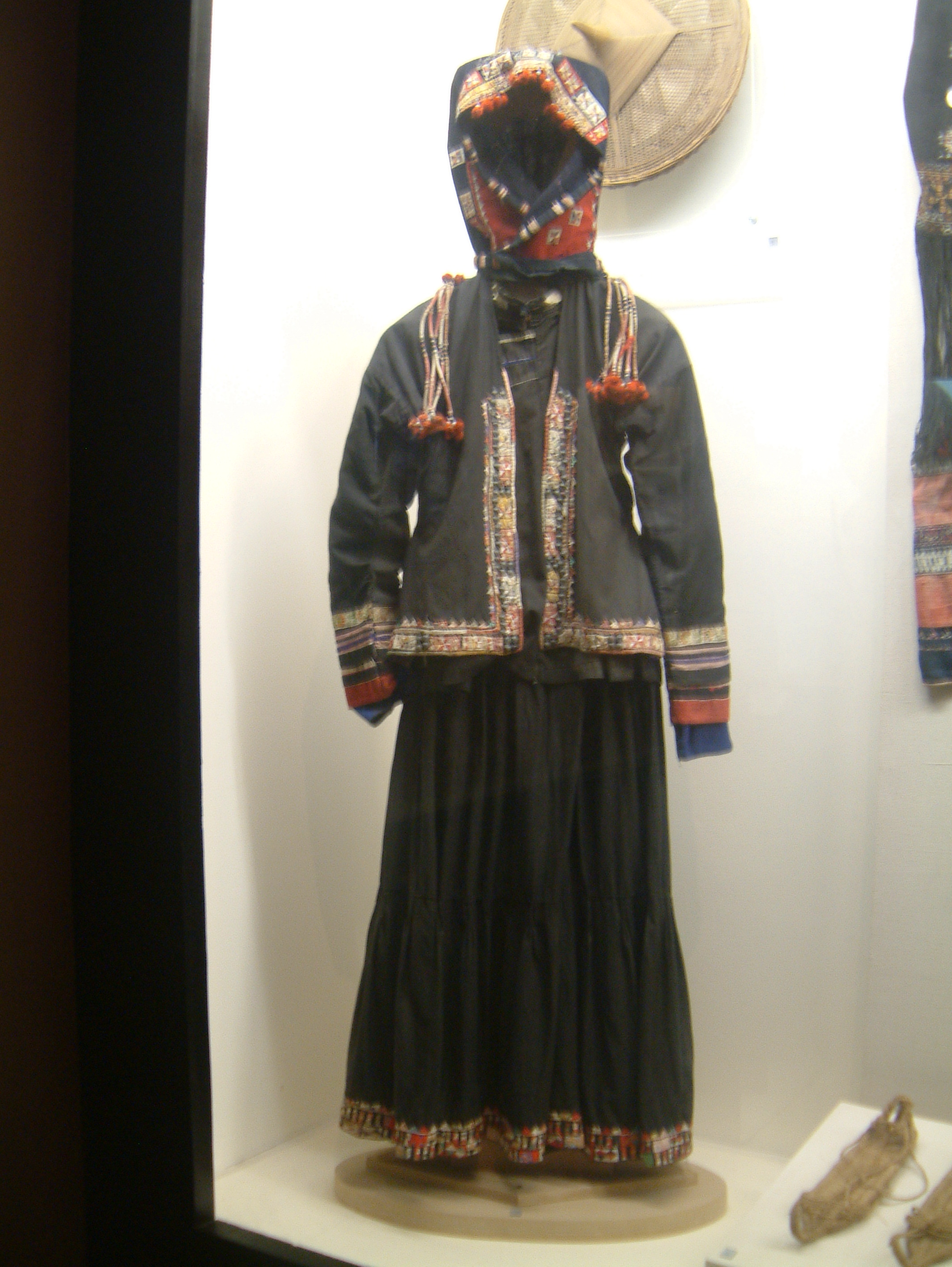

Пупео (кабео, кабяо, лакуа) (кит. упр. 普骠族, пиньинь Pǔpiào Zú; вьет. Pu Péo) — малочисленный народ, официальное национальное меньшинство Вьетнама. Правительством КНР включается в состав народа и. Язык пупео относится к кадайской языковой подгруппе паратайской языковой семьи. Представители этой семьи населяют северную часть Вьетнама и приграничную с ней часть Китая. На языке пупео во Вьетнаме говорят около 1000 человек в провинции Хазянг, численность народа в КНР колеблется в районе 300 человек (в провинции Юньнань).

## Культура
Основная форма организации общества у пупео — соседская община. Счёт родства патрилинейный, патрилокальный брак, семья малая. Запрещён левират, но допускается сорорат.
Одним из важнейших культурных обычаев является игра на барабанах вроде донгшонских. Считается, что у барабанов есть пол — есть барабаны женского пола, есть мужского. Пупео — анимисты и верят, что у каждого человека 8 душ и 9 духов, которые охраняют их. В первый день первого лунного месяца (Новый год) начинают молиться о мире, спокойствии и хорошем урожае. Церемонии продолжаются вплоть до пятого числа пятого лунного месяца.

## Мифология
Согласно мифологической историографии народа пупео, они, как и прочие южно-азиатские малые народы, верят в происхождение их этнической группы посредством продолжения рода двух человек, оставшихся на земле после великого потопа. В мифологии пупео потоп произошёл из-за войны бога огня и бога дождя. Двое выживших: брат и сестра — Де Линь и Де Луа. А помогла им спастись бенгальская смоковница. Она же убедила их в необходимости продолжить человеческий род. (Dang Nghiem Van, 1993: 307, 314, 332)

## Божества
- te33 sau33 ʑa55 sau33: главный бог
- sau33 mun33: бог неба — управляет дождём, ветром, солнцем
- sau33 muŋ55: бог земли — управляет течением рек и поведением гор
- sau33 te55: бог леса
- Песи: бог огня
- Песай: бог воды